# C'è Kim Novak al telefono
C'è Kim Novak al telefono è un film del 1994 diretto da Enrico Roseo.
È l'ultimo film dell'attrice Sylva Koscina.